# Phyllobrotica luperina
Phyllobrotica luperina là một loài bọ cánh cứng trong họ Chrysomelidae. Loài này được Leconte miêu tả khoa học năm 1865.